# Sterling Airlines
Sterling Airlines A/S è stata una compagnia aerea low cost con sede a Copenaghen, in Danimarca, con base di armamento presso l'aeroporto Kastrup di Copenaghen e che operava su rotte nazionali ed internazionali.

## Storia
La società fu costituita nel settembre 2005 tramite la fusione di due storiche compagnie aeree danesi preesistenti, Sterling Airways e Maersk Air, entrambe acquistate alcuni mesi prima dalla società d'investimenti islandese Fons Eignarhaldsfelag. Le attività di volo iniziarono il 13 settembre con una flotta composta esclusivamente da Boeing 737.
Successivamente la società fu venduta a FL Group che controlla anche Icelandair.
Fino al 29 ottobre 2008, giorno in cui ha cessato le operazioni, ha seffettuato collegamenti tra le maggiori città scandinave ed il resto dell'Europa continentale.
Il 3 dicembre 2008 parte delle quote societarie furono acquistate e contribuiranno al nucleo della compagnia aerea Cimber Sterling fondata all'inizio del 2009.

## Flotta
La flotta Sterling era composta dai seguenti aeromobili (a giugno 2007):
- 6 Boeing 737-500
- 13 Boeing 737-700
- 11 Boeing 737-800

L'età media degli aerei Sterling è stata di 7,7 anni (a febbraio 2007).